# セント・クロア島

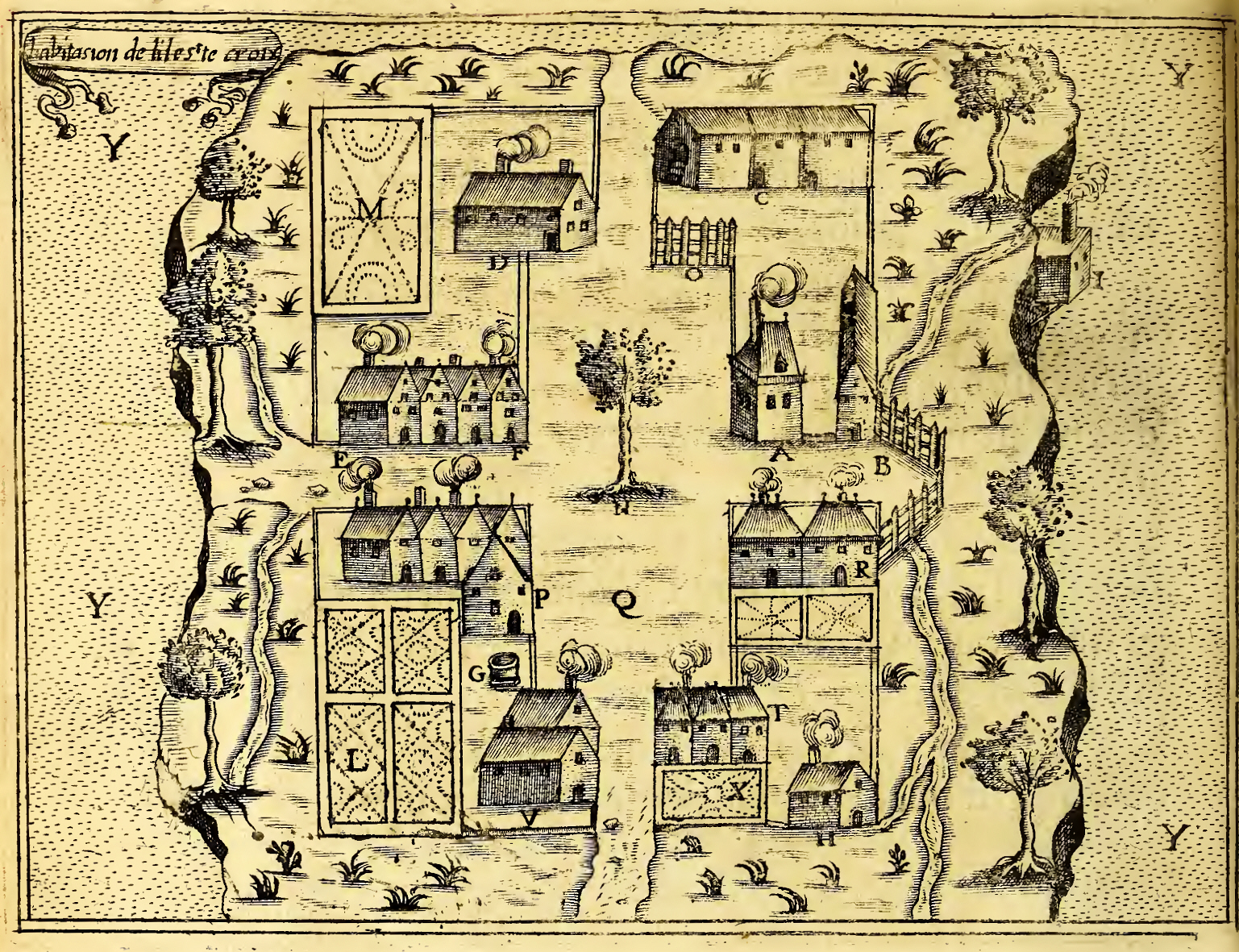
Buildings on Saint Croix Island, 1613

セント・クロア島（セント・クロアとう、フランス語: Île Sainte-Croix）は、カナダニューブランズウィック州とアメリカ合衆国メイン州の間の国境になっているセント・クロア川の河口の近くに存在するメイン州の無人の小島。
地元民にはドーシェット島の名で知られており、1604年にド・モン卿ピエール・デュグァによってフランスの初期の植民活動が行われた場所である。この島は1984年にアメリカ合衆国議会により、Saint Croix Island International Historic Siteに指定された。この島に向かう公共交通機関はない。アメリカ合衆国側の本土にビジターセンターが存在し、カナダ側に掲示がある。
島の面積は6.5 acre (26,000 m2) あり、長さは約200 yd (182.9 m)、幅は100 yd (91.4 m) ある。また、Passamaquoddy Bayへのセント・クロア川の河口から4 mi (6 km) 上流に存在する。